# Stadio Ricardo Saprissa Aymá
L'Estadio Ricardo Saprissa Aymá è uno dei principali stadi della Costa Rica e si trova a San Juan (Provincia di San José). Con una capacità di 23.112 spettatori è il più grande stadio di tutto lo stato.
È lo stadio di casa del Deportivo Saprissa ed è chiamato così in onore di Ricardo Saprissa Aymá, famoso giocatore dell'Espanyol e fondatore della squadra.

## Storia
All'inizio la squadra di San José giocava le sue partite interne all'Estadio Nacional de Costa Rica, il più antico impianto sportivo nazionale. Tra la fine degli anni cinquanta e l'inizio degli anni sessanta si rese necessaria la costruzione di un impianto autonomo.
Il 3 agosto 1965 la società acquistò, per circa 350.000 colones, una piantagione di caffè a San Juan dove, il 12 ottobre 1966 Saprissa pose la prima pietra dello stadio. Sei anni dopo, il 26 agosto 1972 lo stadio fu aperto con la sua denominazione ufficiale e vi si giocò la prima partita, tra il costaricano Deportivo Saprissa e il guatemalteco Comunicaciones (1-1 alla fine). Il primo gol nel nuovo stadio fu segnato, per il club di Città del Guatemala, da Peter Sandoval.
Nel 2005 lo stadio è stato il primo campo in erba sintetica ad ospitare un incontro valido per le qualificazioni al campionato del mondo di calcio.

## Artisti esibitisi nello stadio
Vari artisti si sono esibiti al Ricardo Saprissa, tra cui:
- The Black Eyed Peas
- Carlos Santana
- Andrea Bocelli
- Alejandro Sanz
- Luis Miguel
- RBD
- Chayanne
- Shakira
- Café Tacvba
- Maná
- Marc Anthony
- Iron Maiden
- Metallica
- Miley Cyrus